# New Zealand National Soccer League
New Zealand National Soccer League – najwyższa klasa rozgrywkowa w piłce nożnej w Nowej Zelandii w latach 1970 – 2003. 
Łącznie rozegrano 34 sezony. W sezonie inauguracyjnym wystąpiło osiem drużyn a tytuł mistrzowski zdobyła drużyna Blockhouse Bay. Najwięcej razy po tytuł mistrzowski (aż sześciokrotnie) sięgały drużyny: Christchurch United i Mt Wellington AFC.
W 2004 roku National Soccer League zostaje zastąpiona przez New Zealand Football Championship.

## Mistrzowie
| - 1970: Blockhouse Bay - 1971: Eastern Suburbs AFC - 1972: Mt Wellington AFC - 1973: Christchurch United - 1974: Mt Wellington AFC - 1975: Christchurch United - 1976: Wellington Diamond United - 1977: North Shore United - 1978: Christchurch United - 1979: Mt Wellington AFC - 1980: Mt Wellington AFC - 1981: Wellington Diamond United - 1982: Mt Wellington AFC - 1983: Manurewa AFC - 1984: Gisborne City - 1985: Wellington Diamond United - 1986: Mt Wellington AFC |  | - 1987: Christchurch United - 1988: Christchurch United - 1989: Napier City Rovers - 1990: Waitakere City FC - 1991: Christchurch United - 1992: Waitakere City FC - 1993: Napier City Rovers - 1994: North Shore United - 1995: Waitakere City FC - 1996: Waitakere City FC - 1997: Waitakere City FC - 1998: Napier City Rovers - 1999: Central United - 2000: Napier City Rovers - 2001: Central United - 2002: Miramar Rangers - 2003: Miramar Rangers |

Ultimatenzsoccer.com